# Kostel svatého Petra a Pavla (Žitenice)
Kostel svatého Petra a Pavla v Žitenicích je raně barokní sakrální stavba stojící v těsné blízkosti zámku. Od roku 1964 je kostel chráněn jako kulturní památka.

## Historie
Na tomto místě je vzpomínán kostel již ve 12. století. Gotická hranolová věž kostela pochází z období kolem roku 1300. V roce 1853 byla tato původní věž zvýšena. Současný kostel byl postaven kolem roku 1650, vysvěcen byl v roce 1680. V polovině 19. století byly provedeny úpravy, při kterých byla také zvýšena věž o šest metrů. Za obou světových válek přišel kostel o zvony. Celková oprava kostela byla provedena v letech 1986–1990. V roce 2005 byla opravena věž.

## Architektura

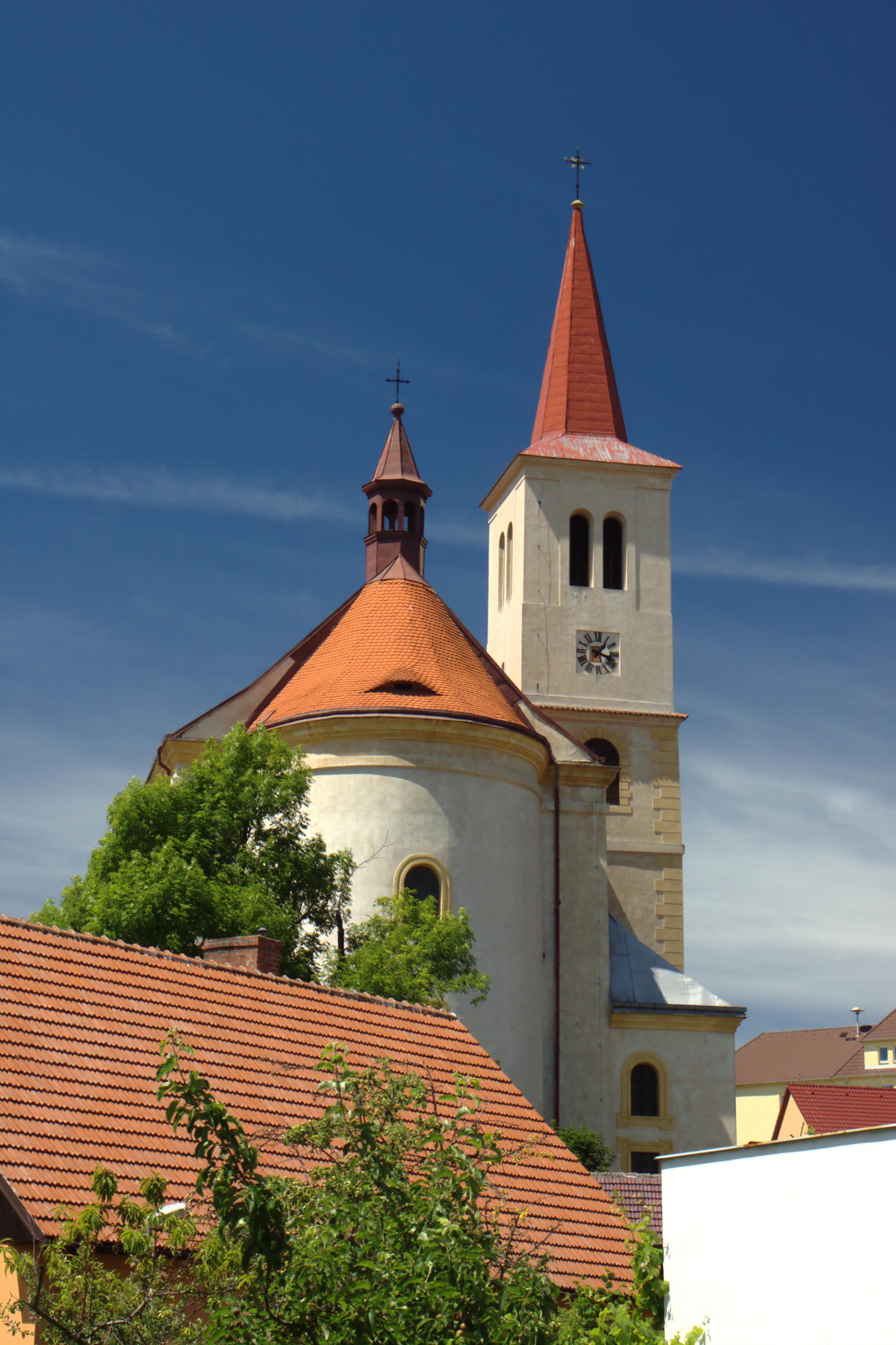
Závěr žitenického kostela

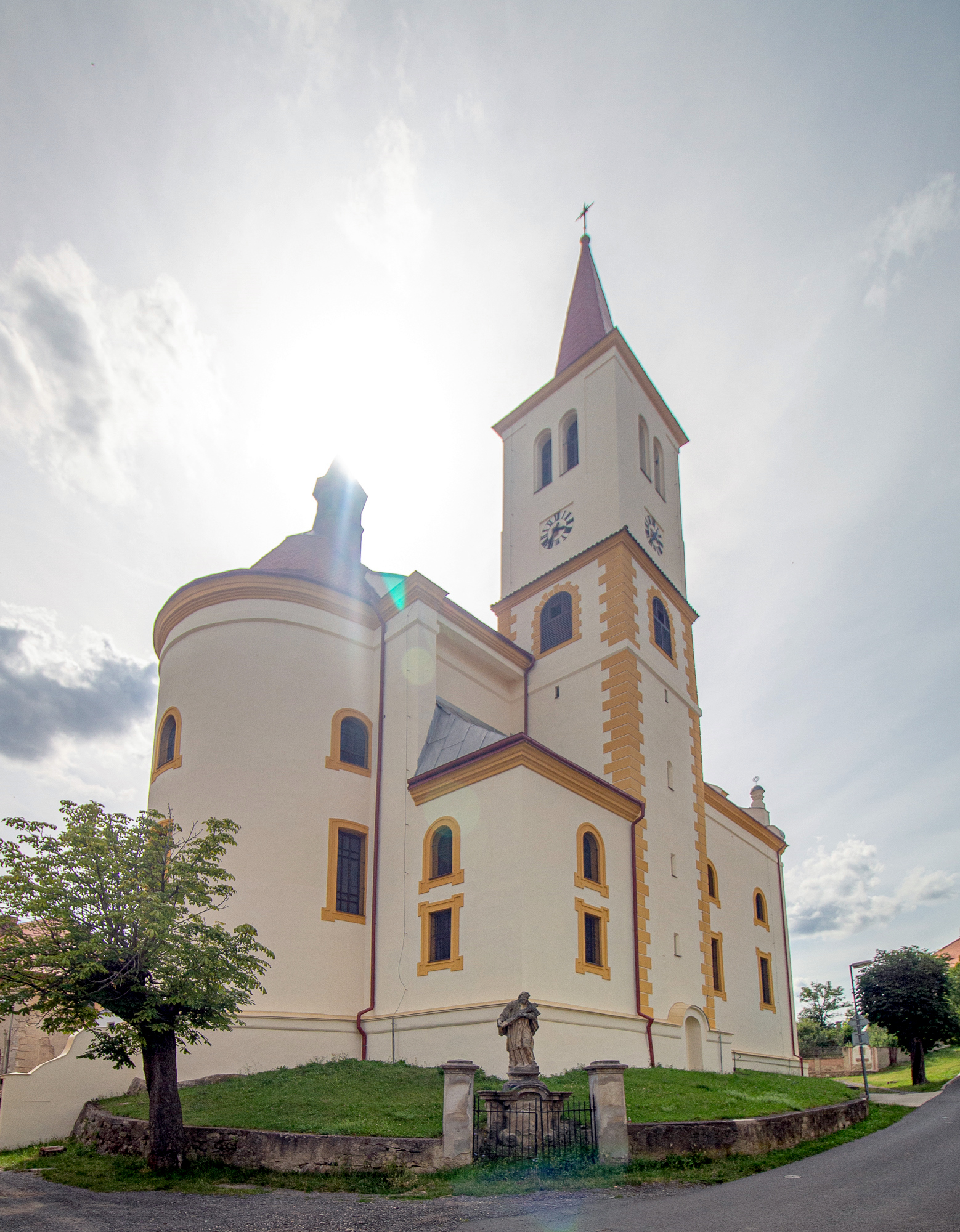
Kostel se sochou sv. Jana

Kostel je podélnou jednolodní stavbou s odsazeným půlkruhovým závěrem. Hranolová gotická věž a sakristie se nachází při jeho severním boku. Při jižním boku je předsíň. Západní průčelí kostela je vrstvené, má volutový štít a v pěti výklencích se nacházely velké dřevěné sochy. Okna jsou ve dvou pořadích: dole jsou obdélná a nahoře půlkruhově sklenutá.
V lodi je valená klenba s lunetami a pasy, po stranách vtažené pilíře s pilastrovými svazky. V presbytáři je křížová hřebínková klenba a patrové empory. K emporám vede dřevěné šnekové schodiště s letopočtem 1645 na dveřích. Do přízemí věže vede hrotitý gotický portálek se zkosenou hranou. Okénka jsou zde štěrbinová a hrotitá s vloženými nosy. Do stěny věže nad vchodem zevnitř kostela byly zazděny dvě kamenné románské sochy evangelistů pocházející z počátku 13. století, které byly po jejich objevení umístěny do litoměřické galerie.

## Vybavení
Hlavní oltář je barokní. Byl opatřen novým titulní obrazem ve velkém původním rámu. Má zlacená rokajová křídla. Po stranách hlavního oltáře se nacházejí zlacené sochy sv. Floriána a sv. Leopolda. Tři boční oltáře jsou portálové, o jednoduchých pilastrových edikulách se štítky. Nesou titulní obrazy: sv. Anny – barokní obraz, snad z 18. století; obraz Panny Marie s dítětem v oválném rámu s roku z 18. století a obraz sv. Josefa z roku 1869 od prof. Franze Krauseho z Litoměřic. V presbytáři a lodi kostela se nachází několik obrazů přenesených ze sousedního zámku. Patří mezi ně pozdně barokní obraz sv. Anna s Pannou Marií a Jáchymem; Světice s ratolestí, mečem a kalichem a Poslední večeře; dále v barokní obraz sv. Aloise v řezaném zlaceném rámu, a Kristus žehnající vínu z roku 1894. Nachází se zde také barokní dřevěný reliéf sv. Jana Nepomuckého, odmítajícího úplatek. Kazatelna je dřevěná, barokní, z počátku 18. století. Je opatřena řezanými doplňky a oválnými obrazy čtyř evangelistů a sv. Josefa. Na řečništi kazatelny je obraz sv. Karla Boromejského. Křtitelnice je pískovcová, má profilovaný podstavec a řezané dřevěné víko. Na cínové míse křtitelnice je nápis s chronogramem 1700. V sakristii visí barokní obraz sv. Petra a Pavla z hlavního oltáře. Nese značku „Speer 1738“. Jednalo se o rakouského malíře M. Speera, který jej maloval v letech 1736–1738.. Je zde také obraz archanděla Michaela v barokním rámu s akantovou řezbou a přemalovaný obraz Kristus na zeměkouli.

## Okolí kostela
Nad kostelem stojí čp. 29 fara. Je barokní a pochází z období kolem roku 1654. Jedná se o patrovou stavbu. Nad portálem má ve výklenku sošku sv. Josefa. Uvnitř v přízemí jsou dvě místnosti s trámovým stropem, který je zčásti malovaný. Na průčelí je umístěna pamětní deska kanovníka dr. Františka Jakuba Jindřicha Kreibicha (1759–1833), který byl významným kartografem a meteorologem.